# Ricard Lega Arredondo
Ricard Lega Arredondo (Sevilla, 31 de desembre de 1935 - Lleida, 12 de gener de 2014) fou un jugador d'escacs, àrbitre internacional, entrenador i monitor d'escacs andalús instal·lat a Catalunya.

## Biografia
Establert a Lleida quan només tenia un mes de vida, començà a jugar als escacs a 13 anys i arribà a categoria preferent. Com a jugador veterà ha guanyat en tres ocasions el Campionat Provincial Individual de Lleida. En l'àmbit directiu s'inicià al Club Escacs Lleida (1958), que presidí a partir del 1967. Fou delegat d'escacs d'Educación y Descanso (1959–68), i fundador (1968) i president durant trenta anys de la Delegació Territorial d'Escacs de Lleida de la Federació Catalana d'Escacs. També fou vicepresident de la mateixa federació i president de la Comissió Esportiva, així com directiu de la Federació Espanyola d'Escacs durant més de vint anys. Va organitzar cinc Campionats d'Espanya: Absolut a Lleida, 1991; Femení a Lleida, 1983; i Juvenil a Lleida, el 1982 i a Balaguer el 1990. Va col·laborar també intensament en l'organització i desenvolupament, en els seus orígens, de grans torneigs com l'Obert de Benasque, l'Obert d'Andorra, l'Obert de Balaguer i l'Obert de Sort.
A més de l'àmbit escaquístic, Ricard Lega va col·laborar amb l'Esport de Lleida en general, especialment amb el Club de Futbol Lleida, va ser fundador de la Penya Barcelonista de Lleida, president del Llista Blava de d'Hoquei i va col·laborar amb la Federació de Natació, i Gimnàstica.

Una de les seves dites més habituals era: 
| « | El cognom Lega ve de legalitat. Els dirigents d'un esport sempre s'han de regir per la legalitat i l'honestedat, han d'estar per servir l'esport i no per servir-se a ells mateixos | » |

## Guardons
Rebé la medalla d'or de la campanya Educación Física y Deporte para Todos (1974), el títol de Quijote de l'esport de Lleida (1975), la medalla Forjador de la Història Esportiva de Catalunya (1994) i la Insígnia d'or de la Federació Catalana. L'any 1988 rebé un homenatge dels clubs lleidatans.